# Голуб Ярина Борисівна
Яри́на Бори́сівна Го́луб (нар. 5 травня 1932, Київ, Україна) — російський науковець-мовознавець, кандидат філологічних наук. Авторка художніх та мемуарних творів українською і російською мовами. Донька українського письменника та мовознавця Бориса Антоненка-Давидовича. 

## Біографія
Народилася в сім'ї українського письменника Бориса Антоненка-Давидовича і його другої дружини — актриси театру «Березіль», художниці Наталі Карпенко. Коли 5 січня 1935 року за сфабрикованою справою про «вороже ставлення до радянської влади» заарештували батька, Ярині не було і трьох років. Незабаром заарештували й маму. Ярину виховували бабусі.
Після 1944 року Наталя Карпенко разом із донькою оселилися у місті Злинка Брянської області, оскільки повертатися до Києва жінці було заборонено.
Ярина закінчила учительський інститут у Новозибкові, де потім кілька років викладала, згодом аспірантуру Національного педагогічного університету імені Михайла Драгоманова. У 1968 році переїхала до Москви. Із 1968 по 2012 роки обіймала посаду професора кафедри російської мови і стилістики Московського державного університету друку.